# Élections législatives arubaines de 1997
Les élections législatives arubaines de 1997 se déroulent le 12 décembre 1997 à Aruba. La répartition des sièges reste inchangée par rapport aux élections précédentes et la coalition menée par le Parti populaire arubais (AVP) avec l'Organisation libérale d'Aruba (OLA) conserve ainsi la majorité absolue, permettant à Henny Eman (AVP) de se maintenir au poste de Ministre-président d'Aruba.

## Contexte
Les élections prévues pour juillet 1998 au terme du mandat de quatre ans de l'assemblée ont lieu de manière anticipée à la suite de désaccords au sein de la coalition AVP/OLA.

## Système politique et électoral
L'île d'Aruba est une île néerlandaise des caraïbes organisée sous la forme d'une monarchie parlementaire. L'île forme un État du Royaume des Pays-Bas à part entière depuis qu'elle s'est séparée des Antilles néerlandaises en 1986. La reine Béatrice en est nominalement le chef de l'État et y est représenté par un gouverneur.
Le parlement est monocaméral. Son unique chambre, appelée États d'Aruba, est composée de 21 députés élus pour quatre ans selon un mode de scrutin proportionnel plurinominal dans une unique circonscription. Les États d'Aruba nomment le Ministre-président et les sept membres du Conseil des ministres qu'il dirige. Ce même Ministre-président propose au souverain un gouverneur d'Aruba, représentant de la couronne nommé pour six ans.

## Résultats
|                        |                                       |        |       |        |               |  |  |  |  |
| Partis                 | Partis                                | Voix   | %     | Sièges | +/-           |  |  |  |  |
|                        | Parti populaire arubais (AVP)         | 19 476 | 43,53 | 10     | en stagnation |  |  |  |  |
|                        | Mouvement électoral du peuple (MEP)   | 17 358 | 38,80 | 9      | en stagnation |  |  |  |  |
|                        | Organisation libérale d'Aruba (OLA)   | 3 976  | 8,89  | 2      | en stagnation |  |  |  |  |
|                        | Parti patriotique arubain (PPA)       | 2 052  | 4,59  | 0      | en stagnation |  |  |  |  |
|                        | Alliance démocratique nationale (ADN) | 1 092  | 2,44  | 0      | en stagnation |  |  |  |  |
|                        | Parti réformateur d'Aruba (PARA)      | 519    | 1,16  | 0      | en stagnation |  |  |  |  |
|                        | Mouvement solidaire d'Aruba (MAS)     | 268    | 0,60  | 0      | en stagnation |  |  |  |  |
|                        |                                       |        |       |        |               |  |  |  |  |
| Votes valides          | Votes valides                         | 44 741 | 98,71 |        |               |  |  |  |  |
| Votes blancs et nuls   | Votes blancs et nuls                  | 586    | 1,29  |        |               |  |  |  |  |
| Total                  | Total                                 | 45 327 | 100   | 21     | en stagnation |  |  |  |  |
| Abstention             | Abstention                            | 7 425  | 14,08 |        |               |  |  |  |  |
| Inscrits/Participation | Inscrits/Participation                | 52 752 | 85,92 |        |               |  |  |  |  |

Les résultats en sièges restant les mêmes qu'auparavant, et après l'échec de négociations en vue d'une coalition AVP/MEP, le Parti populaire arubais et l'Organisation libérale d'Aruba mettent de côté leurs divergences et renouvellent leur coalition.